# Ústav sér a očkovacích látek
Ústav sér a očkovacích látek (ÚSOL), národní podnik, byl československá instituce, která se zabývala výzkumem, vývojem a výrobou sér, vakcín a dalších imunobiologických přípravků. Ústav byl založen ve dvacátých letech 20. století, kdy nově budovaný systém veřejného zdravotnictví po rozpadu rakousko-uherského císařství potřeboval vybudovat vlastní výrobu sér a očkovacích látek pro československou populaci. V období socialismu, kdy byl kladen důraz na prevenci a ochranu veřejného zdraví, byl ústav klíčovou institucí v plánovaném zdravotnickém systému. Československo získalo v oblasti léčebných sér a vakcín značné mezinárodní renomé. Po roce 1989 byl ÚSOL v rámci transformace české ekonomiky v 90. letech zprivatizován, což vedlo k jeho postupné likvidaci.

## Vznik
Myšlenka vybudovat vlastní kapacity pro výrobu vakcín a sér vznikla brzy po vzniku samostatného československého státu. Bylo třeba zajistit imunobiologickou výrobu profylaktických a terapeutických sér proti tetanu a záškrtu a do budoucna také očkovací látky proti vzteklině a pravým neštovicím. Československé vládě se podařilo, také díky Tomáši Garrigue Masarykovi, vyjednat s Rockefellerovou nadací velkorysou finanční a odbornou podporu pro vybudování laboratorní a výrobní infrastruktury nového Státního zdravotního ústavu (SZÚ). Řada předních odborníků odjela na stáže do Spojených států amerických, aby se seznámili s nejmodernějšími poznatky a přístupy k ochraně veřejného zdraví.
Státní zdravotní ústav byl otevřen v listopadu 1925 v sousedství Vinohradské nemocnice v Praze (někdejší čokoládovny Orion). Ústav měl jedenáct oddělení, I. oddělení SZÚ bylo specializované na výzkum a výrobu sér a očkovacích látek. O vybudování nového pracoviště imunobiologické výroby se zasloužili zejména první ředitel SZÚ prof. Pavel Kučera, doc. Bohuslav Feierabend, prof. Hynek Pelc a MUDr. Ludmila Mlčochová. V roce 1933 se v ústavu vyrábělo padesát šest druhů léčivých sér a vakcín a šedesát druhů diagnostických přípravků. Řadil se mezi špičková evropská pracoviště s mezinárodní reputací a séra vyvážel do řady zemí, např. do Německa, Jugoslávie, Bulharska a na Střední východ. S žádostmi o humanitární pomoc se na něj obraceli i mezinárodní organizace, např. pomoc pro Čínu v roce 1932.

## Po druhé světové válce
Po druhé světové válce byla k 1. dubnu 1949 zákonem č. 70/1949 Sb. ze SZÚ vyčleněma výroba sér a očkovacích látek. Nově ustavený výzkumně-výrobní ústav vystřídal několik názvů – Státní výrobna sér, Biogena, Výzkumný ústav imunologický a od roku 1958 Ústav sér a očkovacích látek (ÚSOL), národní podnik. Imunobiologický vývoj a výroba se rozšířily o závod Imuna v Šarišškých Michaľanech na východě Slovenska a o vývoj a výrobu veterinárních přípravků v závodech Bioveta v Terezíně a v Ivanovicích na Hané. Výzkum se soustředil na vývoj a výrobu imunomodulátorů (přípravků na povzbuzení imunitní schopnosti organismu).

## Po roce 1989
Po změně režimu vznikly na začátku roku 1991 na ministerstvu zdravotnictví první privatizační projekty. Za premiéra Václava Klause, v roce 1994, se ÚSOL transformoval na akciovou společnost Sevac a usnesením vlády z roku 1995 bylo rozhodnuto o vyčlenění výroby sér, vakcín a souvisejících produktů do samostatné firmy Sevapharma.

### Sevapharma
Sevapharma byla založena roku 1997. Nicméně v roce 1999 se Zemanova vláda rozhodla Sevapharmu prodat a vládní usnesení č.800/1999 předem omezilo možnost vstupu zahraničních zájemců a pouze formálně trvalo na zachování výroby očkovacích látek v tuzemsku. Sevapharmu, včetně lukrativních pozemlů v Korunní ulici na pražských Vinohradech, získala za pouhých padesát milionů korun moravská farmaceutická firma Bioveta, která se zaměřovala na výrobu přípravků pro zvířata, včetně vakcín. Jejím tehdejším majitelem byl fotbalový podnikatel Jan Gottvald, který se podle dobových svědectví stýkal se Zemanovým tehdejším hlavním poradcem Miroslavem Šloufem a později byl obviněn z podvodu v potravinářské firmě Setuza. Přípravu příslušného materiálu do vlády měl na starosti právě Šlouf. Gottvald následně firmu prodal developeru Luďku Sekyrovi za tři sta padesát milionů. Na pozemcích v Korunní ulici realizovala společnost Sekyra Group nákladem 1,3 miliardy korun developerský projekt se 270 luxusními byty a ateliéry nazvaný Rezidence Korunní. Sevapharmu bez pozemků developer prodal slovenské společnosti Imuna Pharm, která přesunula výrobu sér na Slovensko.

### Sevac
Klausova vláda rozhodnutím z roku 1995 zamýšlela zřídit tzv. národního zpracovatele plazmy v osadě Bohumil u Kostelce nad Černými lesy. Na tomto místě, které československý stát už v roce 1923 odkoupil od Lichtenštejnů za účelem výroby sér a vakcín, měl Sevac vybudovat továrnu na zpracování krevní plazmy od českých dárců. Se státní garancí bylo do celého projektu postupně nainvestováno téměř 800 milionů korun.
Když byl závod v Bohumili v roce 1998 prakticky hotový, převládl názor, že národní výrobce krevních derivátů není potřeba a nejlepší by bylo celý státní podíl v Sevacu prodat. Oficiálně to rozhodla vláda Miloše Zemana v roce 2000. Sevac se zakonzervovanou továrnou, v níž se za státní éry nikdy nezačalo nic vyrábět, skončil s téměř miliardovou ztrátou v konkursu. Areál v Bohumili zakoupila v květnu 2001 za 112 milionů korun realitní firma Firenzia Shelf. V prosinci téhož roku se novým majitelem stala americká skupina Baxter, které se nakonec podařilo zahájit provoz a do roku 2015 se věnovala výrobě vakcín proti chřipce. Od roku 2017 areál vlastnila indická rodinná firma Cyrus Poonawalla Group, která vyrábí vakcínu proti dětské obrně. V roce 2020 firmu za 167 milionů dolarů (cca čtyři miliardy korun) koupil americký Novavax.